# Nazionale maschile di hockey su prato della Croazia
La nazionale di hockey su prato della Croazia è la squadra di hockey su prato rappresentativa della Croazia.

## Partecipazioni

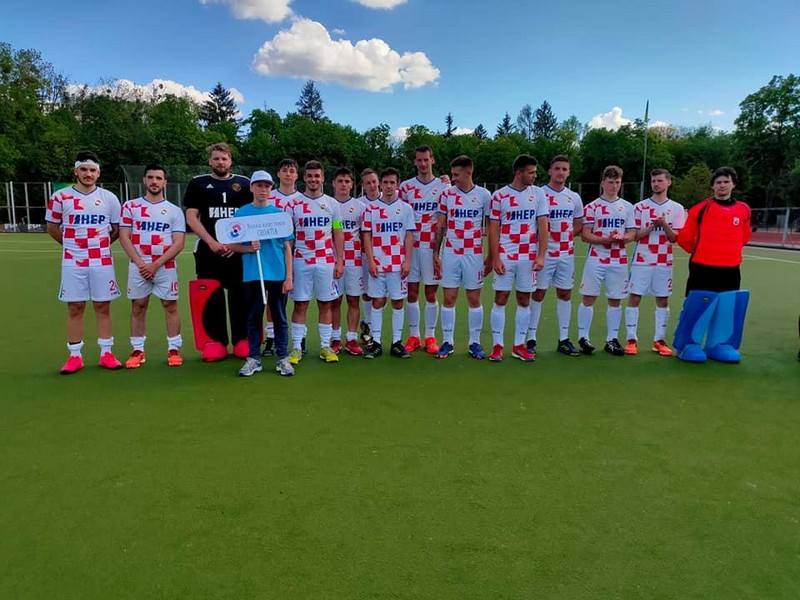
La squadra alla Coppa di Podolia 2021 a Vinnycja, Ucraina

### Mondiali
- 1971-2006 - non partecipa

### Olimpiadi
- 1908-2008 – non partecipa

### Champions Trophy
- 1978-2008 – non partecipa

### EuroHockey Nations Championship
- 1970-2007 - non partecipa